# Maria Deraismes
Maria Adélaïde Deraismes, född 17 augusti 1828 i Paris, död där 6 februari 1894, var en fransk dramatiker, journalist och kvinnorättskämpe.
Hon var första kvinnliga frimuraren i Frankrike och en av pionjärerna för den franska kvinnorörelsen. Deraismes var medgrundare till den första kvinnorättsorganisationen i Frankrike, L'Association pour le Droit des Femmes.

## Biografi
Maria Deraismes växte upp i en republikansk högborgerlig familj, bland så kallade fritänkare. Hon fick en utbildning som vid denna tid vanligen gavs söner och ärvde tidigt sina föräldrars förmögenhet. Hon gifte sig aldrig. Även Deraismes storasyster, Anna Féresse-Deraismes, var kvinnorättsaktivist och frimurare. 
Deraismes debuterade som talare 1866 inför en samling frimurare (i frimurarlogen Le Grand Orients stora sal i Paris) för att försvara kvinnosaken och Eugénie Niboyet, som den manliga journalisten Jules Barbey d'Aurevilly häftigt attackerat i en serie av artiklar. Deraismes övertalades efter detta att delta i diskussionsklubben Société pour la Revendication du Droit des Femmes, där bland andra Paule Minck, Louise Michel, André Léo, Eliska Vincent, Élie Reclus och hans fru Noémi, Jules Simons fru samt Caroline de Barrau deltog.
Hon arbetade till en början främst för förbättrad undervisning för flickor men radikaliserade kvinnorörelsen för att i slutet av sin levnad ställa sig bakom i stort sett alla tidens radikala krav.
1870 grundade Deraismes den första kvinnorättsorganisationen i Frankrike, L'Association pour le Droit des Femmes tillsammans med Léon Richer. Hon stöttade även hans tidning Le Droit des Femmes (svenska: Kvinnors rättigheter) ekonomiskt och skrev själv artiklar för den. Deraismes och Richer organiserade senare första internationella kvinnokongressen för kvinnors rättigheter i Paris, sommaren 1878. Denna hade planerats för att sammanfalla med tredje världsutställningen i Paris.
Maria Deraismes skrev och publicerade ett antal pjäser tidigt 1860-tal, men övergick sedan till att ägna sig helt kvinnorörelsen. Deraismes skrev 1872 Ève contre Monsieur Dumas fils som en kritik mot Alexander Dumas den yngres kvinnosyn och verk L'Homme-femme, där han bland annat försvarade mannens rätt att mörda sin otrogna fru.
  

Maria Deraismes Oeuvres complètes (svenska: Samlade verk) gavs ut i fyra volymer mellan 1895 och 1898. Dessa innehåller bland annat pamfletten France et progrès (1873).

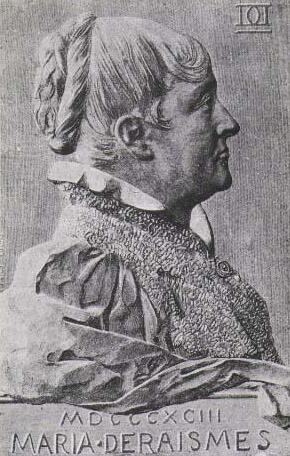
Maria Deraismes

## Eftermäle
Helena Westermark höll ett föredrag om henne vid Unionens möte 15 maj 1894. Det publicerades även i tidningen Hemmet och Samhället.
En staty av henne gjord av Louis-Ernest Barrias restes 1898 på Square de Épinettes, i distriktet Quartier des Épinettes i Paris, beläget i sjuttonde arrondissement. I distriktet ligger också gatan Rue Maria-Deraismes, som döptes i hennes minne 1894.